# Nesticus beroni
Nesticus beroni är en spindelart som beskrevs av Christo Deltshev 1977. Nesticus beroni ingår i släktet Nesticus och familjen grottspindlar.
Artens utbredningsområde är Bulgarien. Inga underarter finns listade i Catalogue of Life.